# 无锡广播电视台
无锡广播电视台，又称无锡广播电视集团，是一家总部位于江苏省无锡市的广播电视台，也是中国大陆首家城市广电集团，成立于1999年6月9日。2007年底，无锡广播电视台组建成立，实行一个机构两块牌子的制度。集团现拥有6个广播频率、6个电视频道、1个移动电视频道和1份报纸（《无锡新周刊》）、1个网站（太湖明珠网）。
该台播出的大部分节目均以普通话播出，只有少数节目使用无锡话播出。台址位于湖滨路4号广电大楼。

## 历史

### 无锡人民广播电台
1949年4月23日，无锡宣告解放。无锡解放前夕，江苏省立教育学院广播电台（江苏省政府特设无锡广播电台）工作人员根据地下党组织的指示，保护电台的机器设备。无锡解放后，中国人民解放军无锡市军事管制委员会未对电台立即接管，责成该台以“无锡广播电台”呼号继续播音。同年8月6日，无锡市军管会派田志强、万冰、吴垲为代表，接管了教育学院电台。后经中国共产党苏南区委员会、苏南人民行政公署批准，决定在江苏省立教育学院广播电台的基础上成立无锡人民广播电台；同年9月1日，无锡人民广播电台正式播音，频率1110千赫。
1950年5月和6月，苏州人民广播电台、常州人民广播电台撤销，合并到无锡人民广播电台。三台合并后，无锡人民广播电台使用两个频率播音：一套为870千赫，担任苏南行政区台任务；二套为无锡市市台，面向无锡市区，频率760千赫。台址迁至中山路88号。
1951年4月1日，苏南人民广播电台成立；原无锡电台二套改称无锡人民广播电台，频率670千赫。
1952年10月，苏南人民广播电台撤銷，合并到南京人民广播电台。同年11月1日，无锡人民电台单独播音，频率仍为670千赫；苏南人民电台经济台改为无锡人民广播电台经济台（亦称无锡台二台），频率920千赫。1954年8月15日停播。此后电台播出频率经过多次变更。

### 无锡电视台
无锡电视台于1960年3月14日经中央广播事业局批准，1960年5月1日正式成立，台址位于无锡市惠山二茅峰。开播初期用2频道转播上海电视台节目。1972年10月1日，无锡电视台利用国家微波干线，转播中国中央电视台第一套节目，同时停止转播上海电视台节目。
1978年9月15日，无锡电视台在市人民大会堂直播“无锡市质量月动员大会”实况，这是无锡电视台首次现场直播。1980年2月28日，无锡电视台恢复转播上海电视台节目，用7频道播出。1981年8月，台址迁址通惠西路130号，开始试播自办节目。1983年5月1日起，无锡电视台用7频道定期插播自办节目。然而当时无锡电视台并没有自办节目权，直至1983年12月19日，中华人民共和国广播电视部批复省广播电视厅对无锡电视台予以确认后，才正式自办节目。1992年无锡有线电视台开播。
截至1987年底，无锡电视台共有4套节目。

### 无锡广播电视集团（台）
1999年6月9日，无锡人民广播电台、无锡电视台、无锡有线电视台合并组建无锡广播电视集团，该集团亦为中国大陆首家廣播電視集團。并于2007年底组建成立无锡市广播电视台和无锡广播电视发展有限公司。
2015年1月1日起，无锡新闻综合频道实现高标清同步播出。

## 电视频道及节目
- 新闻综合频道（高标清同步播出，同时取消整点、半点报时器）
  - 早安无锡
  - 新闻午间道
  - 无锡新闻：该节目实现“前期采集一体化，终端发布多样化”，形成了微博、网络即时发布、广播连线、电视报道、报纸深化内容的多媒体滚动统一采制和发布的模式。[5]
  - 第一看点
  - 无锡夜新闻
  - 作风面对面
  - 发现
  - 无锡新视评
- 娱乐频道
- 经济频道
  - 法治专列
  - 直播无锡
  - 扯扯老空
  - 今日财经
  - 观点致胜
  - 无锡一家人
- 都市资讯（2004年5月31日开播[6]，由原无锡都市法制频道和原无锡市民资讯频道合并而来） 
  - 阿福讲故事
  - 都市直通车
  - 阿福聊斋
  - 今晚60分
  - 大话阿福
  - 视网天下
  - 不见不散
- 生活频道
- 移动电视

## 广播频率
- 新闻频率
- 交通频率
- 音乐频率
- 经济频率
- 都市生活
- 江南之声